# Cryptophlebia gaetani
Cryptophlebia gaetani is een vlinder uit de familie bladrollers (Tortricidae). De wetenschappelijke naam voor deze soort is voor het eerst geldig gepubliceerd in 2006 door Guillermet.
De soort komt voor in tropisch Afrika.